# Neustädtischer Kirchplatz
Der Neustädtische Kirchplatz ist ein Stadtplatz im Berliner Ortsteil Mitte des gleichnamigen Bezirks. An seiner Stelle stand bis 1965 die Dorotheenstädtische Kirche, nach deren Beseitigung war er eine naturbelassene Freifläche. Erst seit dem Jahr 2000, mit der fortschreitenden Neubebauung in der Umgebung, wurde er begrünt und gestaltet und erhielt am 24. Mai 2011 seinen Namen nach der anliegenden Straße und in Bezug auf die Geschichte des Platzes.

## Geschichte

### Namensgebende Kirche

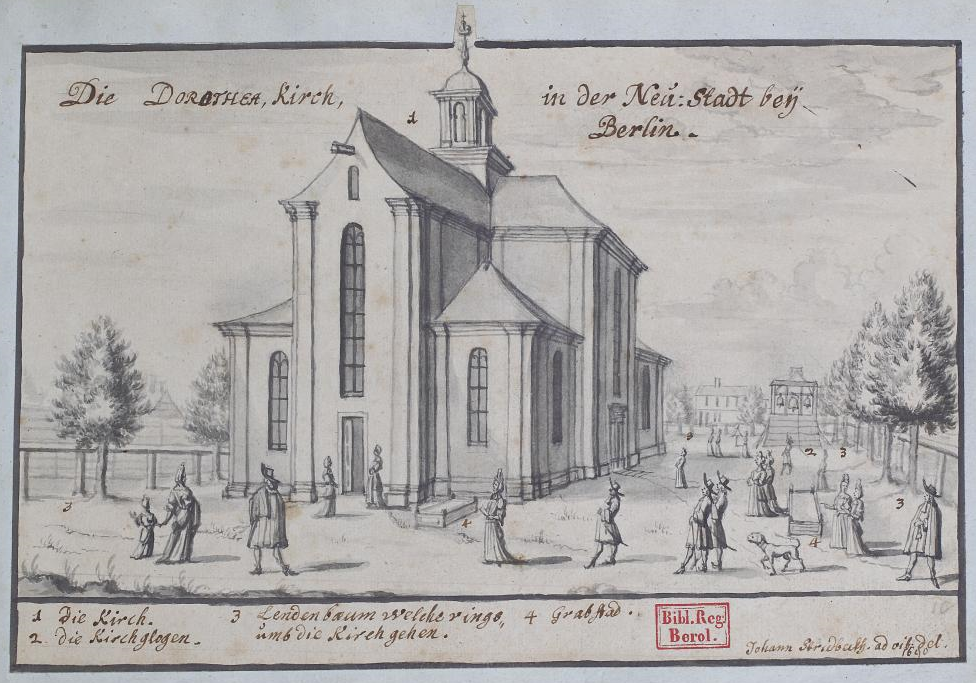
Dorotheenstädtische Kirche in der Neustadt bei Berlin, 1690

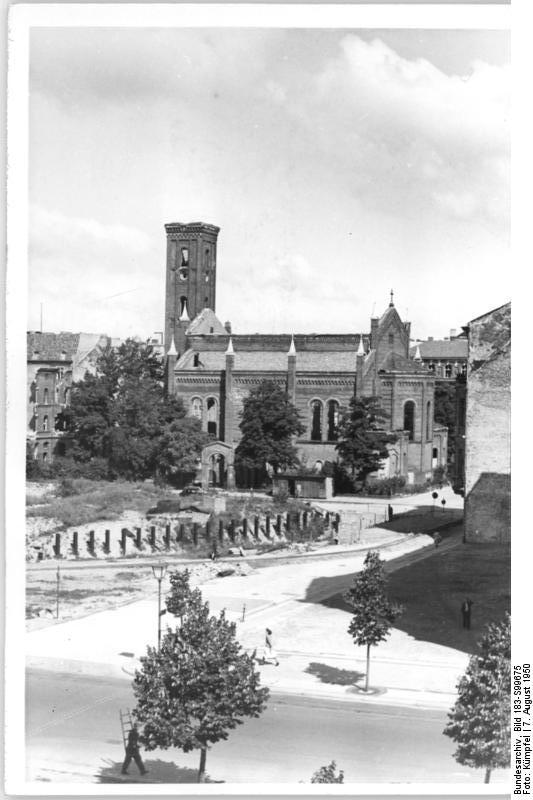
Ruine der Dorotheenstädtischen Kirche, 1950

Namensgebend für die Straße war die Dorotheenstädtische Kirche, auch Neustädtische Kirche genannt.
Die Pfarrkirche der im 17. Jahrhundert vom Großen Kurfürsten gegründeten Dorotheenstadt stand, umgeben von ihrem Kirchhof, in der Neustädtischen Kirchstraße zwischen Mittelstraße und Dorotheenstraße an der Stelle eines schlichten Vorgängerbaus wohl von Rutger von Langerfeld aus den Jahren 1678–1687. Der 1861–1863 unter Beibehaltung des Grundrisses von R. Habelt errichtete Neubau war eine dreischiffige Hallenkirche im Rundbogenstil der Stülerschule mit einem hohen, schlanken Kirchturm. Er enthielt neben den Glocken und einigen Ausstattungsstücken berühmte Berliner Grabmale wie die von Rutger von Langerfeld, Johann Arnold Nering, Michael Mathias Smids, Karl August Fürst von Hardenberg und Anna Dorothea Therbuschs aus dem Erstbau. Albert Geyer gestaltete 1902–1903 das Innere neu. Als besonders wertvoll galt das 1788/1789 von Gottfried Schadow geschaffene Grabmal des Alexander von der Mark. Es wurde im Zweiten Weltkrieg ausgelagert. Am 22. November 1943 brannte das Innere infolge eines alliierten Luftangriffs vollständig aus. Das Grabmal Alexanders von der Mark fand 1951 in der Alten Nationalgalerie einen neuen Platz. Vor der Sprengung der Ruine der Dorotheenstädtischen Kirche im Jahr 1965 konnten die Epitaphe der Thaerbusch und Langerfelds ausgebaut werden. Danach wurde die Fläche eingeebnet und sich selbst bzw. der Natur überlassen.
Seit 1961 war die Berliner Mauer zu West-Berlin nicht weit entfernt und schließlich hatte sich in den 1970er Jahren die amerikanische Botschaft in Ost-Berlin einen ostwärts an den Platz grenzenden Gebäudekomplex als diplomatische Vertretung eingerichtet, das frühere Warenhaus für Armee und Marine, seit 1935 Haus des Deutschen Handwerks- und Gewerbekammertages.

### Freiwerdende Fläche
Nach der politischen Wende blieb die Freifläche noch einige Jahre als wilder Parkplatz bestehen, zunächst wegen der massiven Neubauten und Straßenerneuerungen in der Umgebung. Nach dem Anschlag vom 11. September 2001 auf das World Trade Center in New York wurde die Umgebung der immer noch von den USA genutzten Botschaft an der Neustädtischen Kirchstraße in einen Hochsicherheitsbereich umgewandelt, der Platz und die angrenzenden Straßen waren für die Öffentlichkeit nun total abgeriegelt. Auf dem Platz wurden Betonpoller, Stahlzäune und Wachhäuschen errichtet. Die Situation entspannte sich erst, als die neue Botschaft der Vereinigten Staaten am Pariser Platz fertiggestellt und im Jahr 2008 bezogen wurde. Alle Sicherheitsvorkehrungen wurden in kurzer Zeit wieder abgebaut. Unter der Fläche sind die Grundmauern der Kirche und einige Grabstellen erhalten und als Bodendenkmale ausgewiesen. Vor der Weiternutzung des Geländes konnten Archäologen auf dem Platz graben. Unter Leitung von Renate Patzschke der Firma Archäo Kontrakt fand man vor allem zahlreiche Skelette des früheren Bestattungsplatzes.

### Anlage eines Stadtplatzes

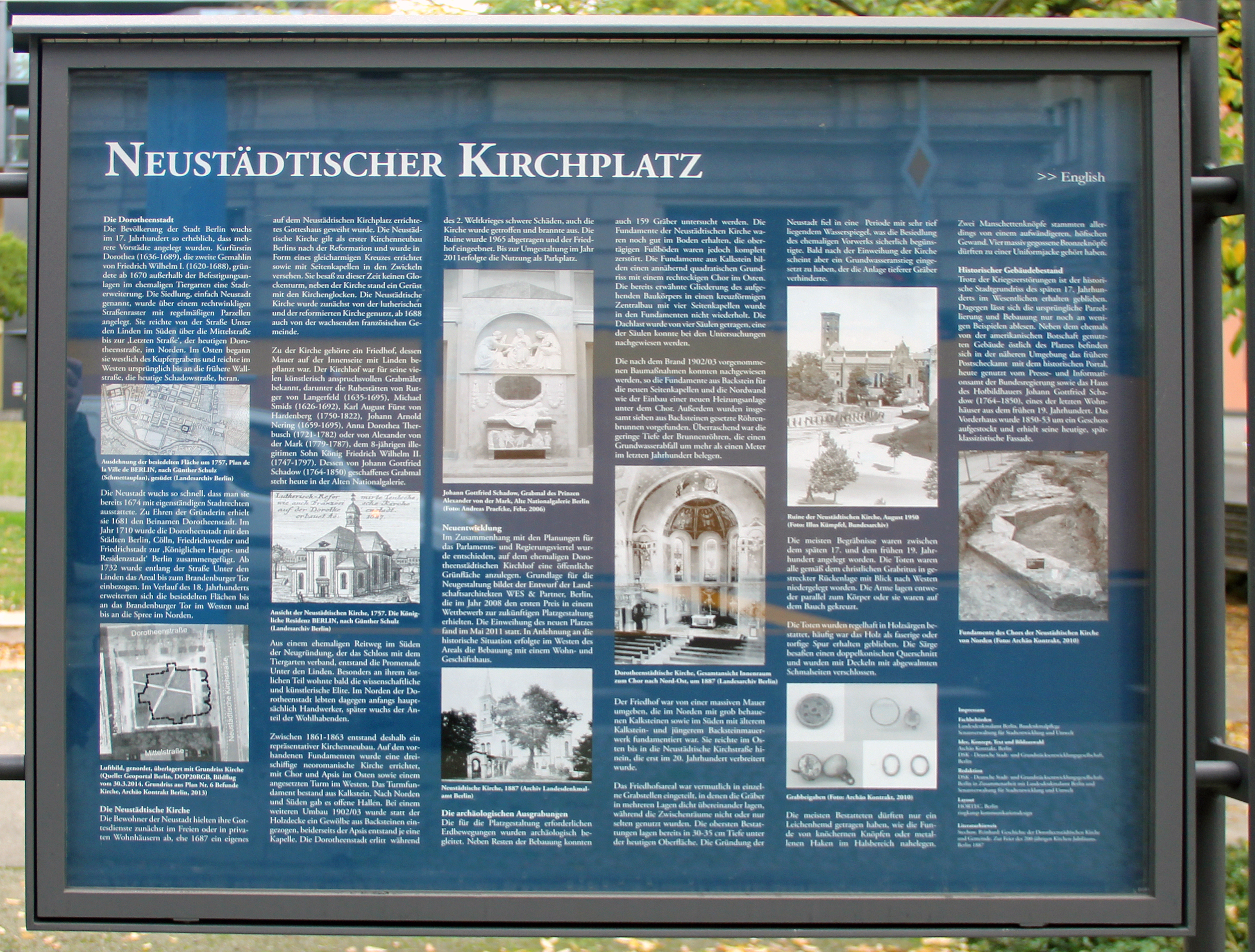
Gedenktafel, Neustädtischer Kirchplatz, in Berlin-Mitte

#### Wettbewerb
Im Jahr 2007 hatte die Senatsverwaltung für Stadtentwicklung einen begrenzt offenen landschaftsplanerischen Realisierungswettbewerb für den mittleren und den Ostteil des Platzes ausgeschrieben; etwa 70 Meter in West-Ost-Richtung und 60 Meter in Nord-Süd-Richtung sollten neu gestaltet werden. Bis zum Juryentscheid im Oktober 2008 gingen daraufhin 42 Entwürfe ein. Das Gemeinschaftsprojekt der Landschaftsarchitekten WES & Partner, Schatz, Betz, Kaschke und Wehberg-Krafft (alle Berlin) belegte den ersten Platz. Der „an den heutigen Bedürfnissen orientierte, zeitgemäße und grüngeprägte öffentliche Raum“ wurde dann schrittweise realisiert.

#### Bewertung des Siegerentwurfs durch das Preisgericht
„Stilvoll zurückhaltend, wenn auch nicht spektakulär ist dieser ‚klassische‘ Platzentwurf. Die klar gefasste architektonische Arbeit bildet durch ihre Symmetrie eine dem Stadtraum angemessene Freiraumlösung. Die subtile, dem Maßstab sehr gut entsprechende Anhebung innerhalb der Rasenfläche (diese ist kein Quadrat, sondern ein Rechteck) bietet ein ansprechendes und nutzbares Relief. Besonders gefällt die Einheitlichkeit der Randausbildung um die Rasenfläche in Form einer doppelten Borte (Beton und Naturstein) samt angrenzender Rasenböschung (unverträgliche Nutzungen werden dadurch nicht ausgeschlossen).
Sehr markant und spannungsvoll sind zwei Wege positioniert. Einer der beiden Wege sollte allerdings die wichtigere Wegeverbindung, nämlich von der Neustädtischen Kirchstraße zur Dorotheenstraße, aufweisen. Im Zuge der Überarbeitung ist ein Standort für einen Hinweis auf die historische Nutzung als Kirchplatz vorzusehen.
Der Bereich vor dem Neubau erhält eine klassische Berliner Gehwegoberfläche, grenzt damit den Platz ab und fügt zugleich die künftige Bebauung ins Quartier ein. 20 von 35 Bäumen werden erhalten, die randlichen Bestandsbäume in Pflanzflächen mit niedriger Unterpflanzung integriert, während Neupflanzungen in Grandflächen gestellt werden.
Zwei Wasserstelen werden als angemessene Einrichtung für Erholungssuchende empfunden. Die Größenverhältnisse von Trinkbrunnen zu Personen sind allerdings zu überprüfen.
Der Kostenrahmen wird eingehalten und der Pflegeaufwand für einen weiteren ‚Klassiker‘ dieser Art in Berlin (Stichwort Lustgarten) ist leistbar. Die Lage der künftigen Straßenbäume an der Neustädtischen Kirchstraße ist dem Entwurfsprojekt anzupassen.“

#### Fertigstellung und offizielle Einweihung
Die Umgestaltungsarbeiten begannen im Mai 2010. Die 28 vorhandenen Bäume wurden beschnitten und gefasst, es fanden aber auch Neupflanzungen statt, erwähnenswert sind hier die widerstandsfähigen Lavendelheide und Kirschlorbeer sowie Myrte und auch 6000 frühblühende Elfen-Krokusse. Bereits am 24. Mai 2011 nahmen der Bezirksstadtrat für Stadtentwicklung in Mitte, Ephraim Gothe, gemeinsam mit Senatsbaudirektorin Regula Lüscher und Magistratsdirektor Günther Hoffmann aus dem Bundesministerium für Verkehr, Bau und Stadtentwicklung die feierliche Einweihung des neuen Stadtplatzes vor. Die Finanzierung erfolgte zu rund zwei Dritteln aus dem Hauptstadt-Entwicklungsfonds.

## Randbebauung und Umgebung

### Lux-Wohnhaus

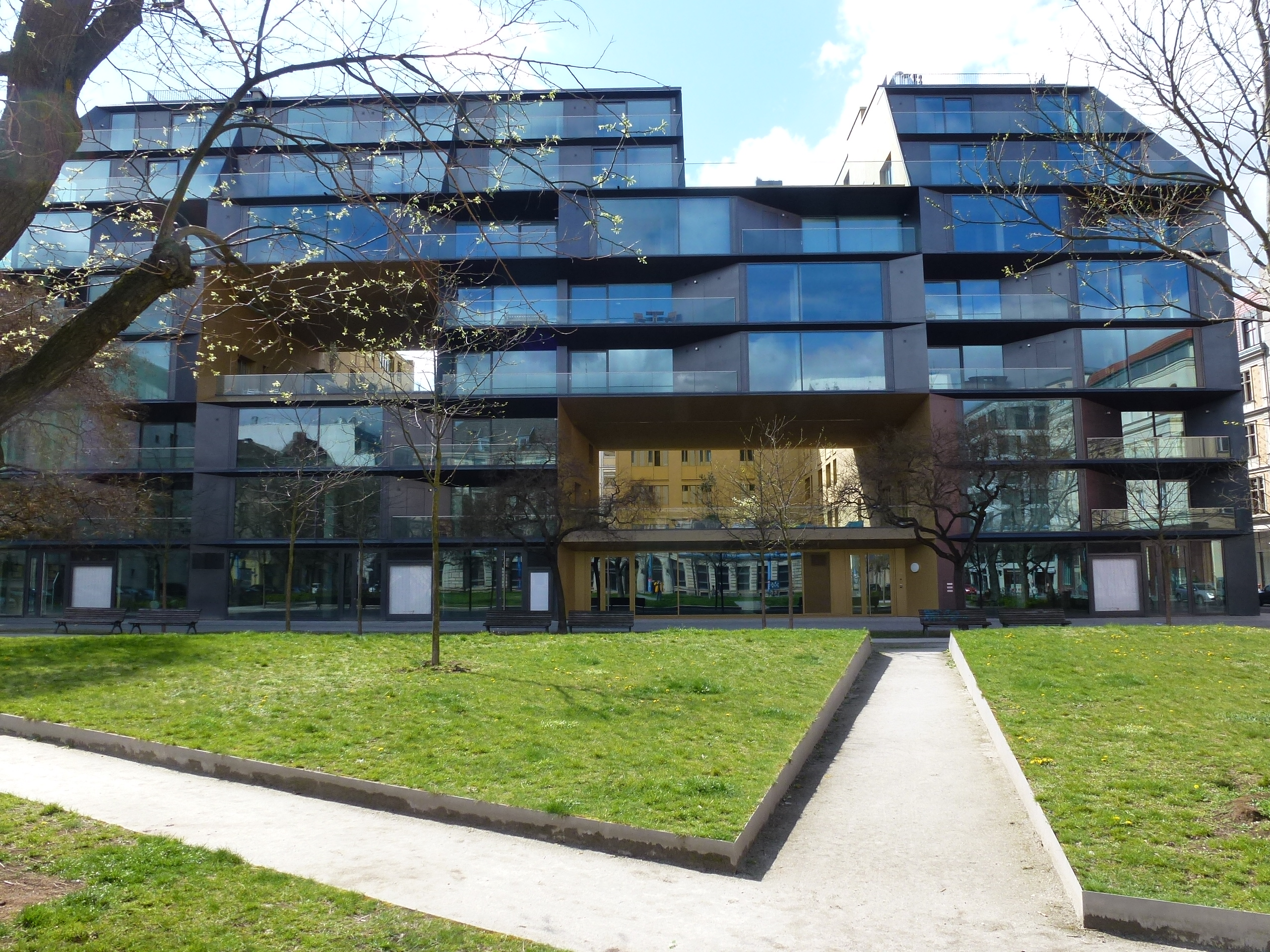
Lux-Wohnhaus vom Neustädtischen Kirchplatz

In den Jahren 2011/2012 wurden Pläne veröffentlicht, die noch nicht gestaltete Westseite des Neustädtischen Kirchplatzes mit einem exklusiven achtgeschossigen Wohnneubau aufzuwerten, genannt Lux am Neustädtischen Kirchplatz. Die spanische Investorengruppe Triple A Immobilien GmbH hat das Grundstück bereits 2009 erworben und errichtete für rund 45 Millionen Euro Eigentumswohnungen, die 2014 bezugsfertig waren, das Gebäude samt Umfeld wurde 2015 fertiggestellt. Der Kauf einer Wohnung in diesem Gebäude beinhaltet gleichzeitige Dienstleistungen wie das regelmäßige Putzen der Panoramafenster sowie einen ständig besetzten Hausempfang (Doorman). Mit der Bebauung verringerte sich die freie Platzfläche auf 70 m × 60 m.

### Dorotheenstraße
Die nördliche Platzbegrenzung der Dorotheenstraße besteht aus einem lose zusammenhängenden Gebäudetrakt, der in unterschiedlichen Jahren entstanden ist. Er gehört zum Presse- und Informationsamt der Bundesregierung (Nebeneingänge und einzelne Dienstbereiche; Hausnummern 74, 80, 82). Die Bauten wurden zwischen 1997 und 1999 komplett saniert und dem neuen Zweck entsprechend umgebaut. An der Ecke Dorotheenstraße/Neustädtische Kirchstraße 15 wurde Ende Oktober 1997 in einem ersten Bauabschnitt das Presse- und Besucherzentrum (PBZ) fertiggestellt. Der zweite Bauabschnitt beinhaltete die Sanierung der Fassade des in der DDR-Zeit errichteten Plattenbaus (Hausnummer 80). Dazu entfernte man die noch 1989 montierten Fertigteile und putzte die Fassade in einem kräftigen Orangerot. Hier sind ausschließlich Büros untergebracht, sodass im Wesentlichen nur technische, sanitäre und malermäßige Arbeiten im Inneren ausgeführt werden mussten. Die Fertigstellung erfolgte im Dezember 1998. Im dritten und letzten Bauabschnitt wurden denkmalgeschützte Gebäude hergerichtet, die westlich des Neustädtischen Kirchplatzes stehen.

### Neustädtische Kirchstraße

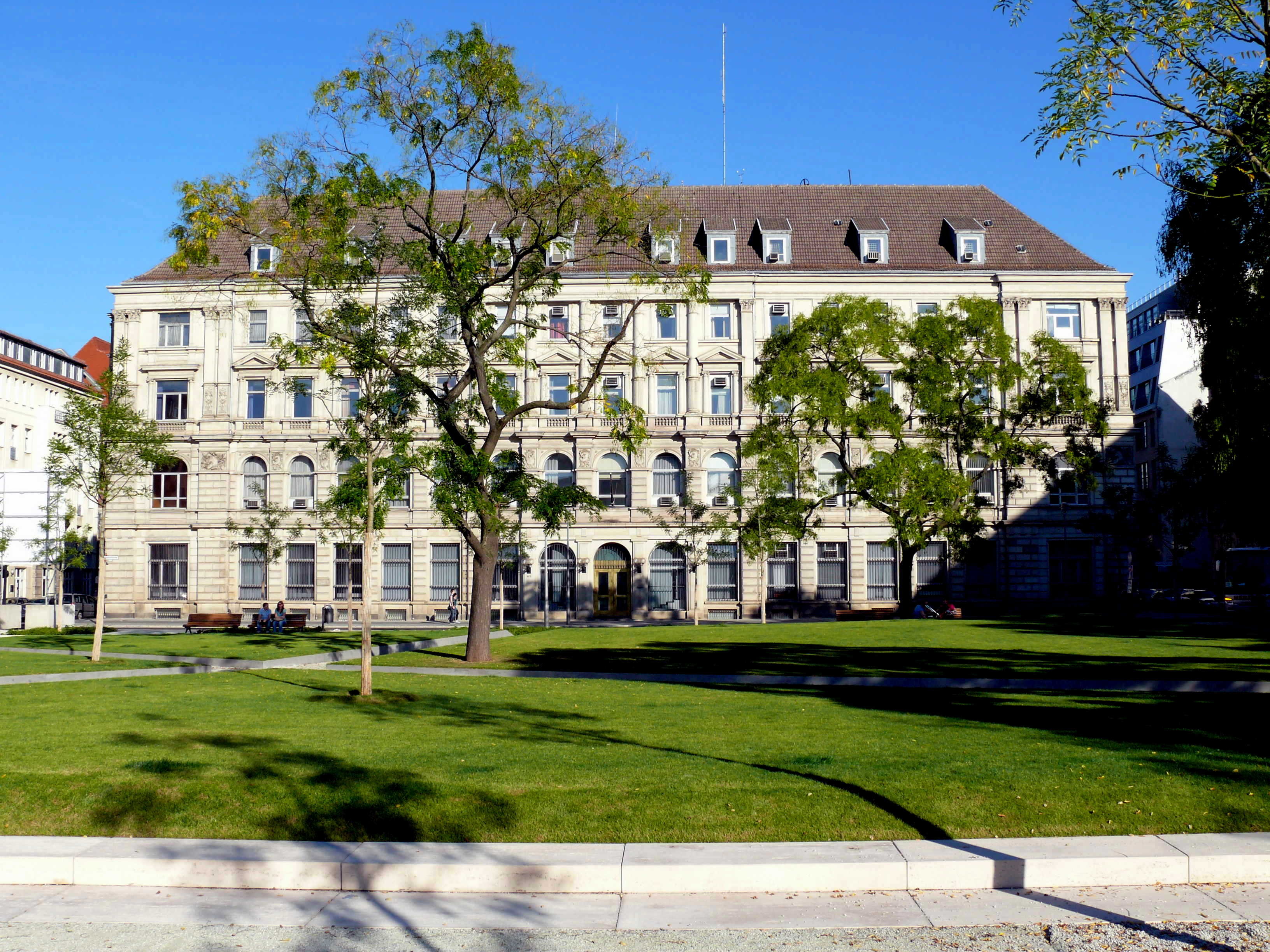
Zuletzt als US-Botschaft genutztes Gebäude am Platz

Die ehemalige Botschaft der Vereinigten Staaten (Neustädtische Kirchstraße Nr. 4/5) fiel nach deren Leerzug in das Eigentum des Deutschen Bundestags. Das Gebäude muss von Grund auf instand gesetzt werden. Der jährliche Unterhalt war 2011 mit 26.500 Euro im Finanzplan des Bundes vorgesehen. Es gab intensive Gespräche darüber, dass die Tschechische Republik das Gebäude als Austauschobjekt gegen das Palais Lobkowitz in Prag erhalten könne. Dieses soll dafür Eigentum der Bundesrepublik werden. Im Jahr 2010 wurde in einem Interview von Radio Prag mit dem Eigentümer des Palais Lobkowitz eher daran gezweifelt, dass es zu einem solchen Austausch kommt.

### Mittelstraße
An der Südseite des Stadtplatzes befinden sich das Otto-Wels-Haus des Bundestags.

### Schadowstraße / Dorotheenstraße 85
Hier ist die Bundesanstalt für Immobilienaufgaben eingezogen (Schadowstraße 5 / Dorotheenstraße 85). Anfangs war hier die Hauptstelle Berlin untergebracht, im Jahr 2016 findet sich die Einschränkung Finanzamt.